# Коле Матарино (Фрозиноне)
Коле Матарино је насеље у Италији у округу Фрозиноне, региону Лацио.
Према процени из 2011. у насељу је живело 32 становника. Насеље се налази на надморској висини од 435 м.